# پر (ارومیه)
پَر، روستایی است از توابع بخش نازلو و در شهرستان ارومیه استان آذربایجان غربی ایران.
تصویر ماهواره ای روستای پَر

## جمعیت
این روستا در دهستان نازلوی شمالی قرار داشته و بر اساس سرشماری سال ۱۳۸۵ جمعیّت آن ۶۳۰ نفر (۱۵۶ خانوار)
.